# Liste der griechischen Abgeordneten zum EU-Parlament (1999–2004)
Die Liste der griechischen Abgeordneten zum EU-Parlament (1999–2004) listet alle griechischen Mitglieder des 5. Europäischen Parlaments nach der Europawahl in Griechenland 1999.

## Mandatsstärke der Parteien
- GUE/NGL: 7
- SPE: 9
- EVP-ED: 9

| Nationale Partei                       | Mandate | Fraktion                                                                                      |
| -------------------------------------- | ------- | --------------------------------------------------------------------------------------------- |
| Nea Dimokratia (ND)                    | 9       | Fraktion der Europäischen Volkspartei und Europäischer Demokraten (EVP-ED)                    |
| Panellinio Sosialistiko Kinima (PASOK) | 9       | Fraktion der Sozialdemokratischen Partei Europas (SPE)                                        |
| Kommounistikó Kómma Elládas (KKE)      | 3       | Konföderale Fraktion der Vereinten Europäischen Linken/ 000Nordischen Grünen Linken (GUE/NGL) |
| Dimokratiko Kinoniko Kinima (DIKKI)    | 2       | Konföderale Fraktion der Vereinten Europäischen Linken/ 000Nordischen Grünen Linken (GUE/NGL) |
| Synaspismos (SYN)                      | 2       | Konföderale Fraktion der Vereinten Europäischen Linken/ 000Nordischen Grünen Linken (GUE/NGL) |
| Gesamt                                 | 25      |                                                                                               |

## Abgeordnete
| Bild | MEP                        | von            | bis            | Partei | Fraktion | Anmerkungen                        |
| ---- | -------------------------- | -------------- | -------------- | ------ | -------- | ---------------------------------- |
|      | Alekos Alavanos            | 20. Juli 1999  | 14. April 2004 | SYN    | GUE/NGL  | Nachrücker: Nikolaos Chountis      |
|      | Konstantinos Alyssandrakis | 20. Juli 1999  | 19. Juli 2004  | KKE    | GUE/NGL  |                                    |
|      | Ioannis Averoff            | 20. Juli 1999  | 19. Juli 2004  | ND     | EVP-ED   |                                    |
|      | Emmanouil Bakopoulos       | 20. Juli 1999  | 19. Juli 2004  | DIKKI  | GUE/NGL  |                                    |
|      | Alexandros Baltas          | 20. Juli 1999  | 19. Juli 2004  | PASOK  | SPE      |                                    |
|      | Nikolaos Chountis          | 15. April 2004 | 19. Juli 2004  | SYN    | GUE/NGL  | Nachgerückt für Alekos Alavanos    |
|      | Giorgos Dimitrakopoulos    | 20. Juli 1999  | 19. Juli 2004  | ND     | EVP-ED   |                                    |
|      | Petros Efthymiou           | 20. Juli 1999  | 12. April 2000 | PASOK  | SPE      | Nachrücker: Myrsini Zorba          |
|      | Christos Folias            | 20. Juli 1999  | 23. März 2004  | ND     | EVP-ED   | Nachrücker: Meropi Kaldi           |
|      | Marietta Giannakou         | 20. Juli 1999  | 3. Sep. 2000   | ND     | EVP-ED   | Nachrücker: Stavros Xarchakos      |
|      | Konstantinos Hatzidakis    | 20. Juli 1999  | 19. Juli 2004  | ND     | EVP-ED   |                                    |
|      | Meropi Kaldi               | 24. März 2004  | 19. Juli 2004  | ND     | EVP-ED   | Nachgerückt für Christos Folias    |
|      | Anna Karamanou             | 20. Juli 1999  | 19. Juli 2004  | PASOK  | SPE      |                                    |
|      | Giorgos Katiforis          | 20. Juli 1999  | 19. Juli 2004  | PASOK  | SPE      |                                    |
|      | Efstratios Korakas         | 20. Juli 1999  | 19. Juli 2004  | KKE    | GUE/NGL  |                                    |
|      | Ioannis Koukiadis          | 20. Juli 1999  | 19. Juli 2004  | PASOK  | SPE      |                                    |
|      | Dimitrios Koulourianos     | 20. Juli 1999  | 19. Juli 2004  | DIKKI  | GUE/NGL  |                                    |
|      | Rodi Kratsa-Tsagaropoulou  | 20. Juli 1999  | 19. Juli 2004  | ND     | EVP-ED   |                                    |
|      | Minerva Melpomeni Malliori | 20. Juli 1999  | 19. Juli 2004  | PASOK  | SPE      |                                    |
|      | Ioannis Marinos            | 20. Juli 1999  | 19. Juli 2004  | ND     | EVP-ED   |                                    |
|      | Emmanouil Mastorakis       | 20. Juli 1999  | 19. Juli 2004  | PASOK  | SPE      |                                    |
|      | Mihail Papayannakis        | 20. Juli 1999  | 19. Juli 2004  | SYN    | GUE/NGL  |                                    |
|      | Ioannis Patakis            | 30. Jan. 2001  | 19. Juli 2004  | KKE    | GUE/NGL  | Nachgerückt für Ioannis Theonas    |
|      | Ioannis Souladakis         | 20. Juli 1999  | 19. Juli 2004  | PASOK  | SPE      |                                    |
|      | Ioannis Theonas            | 20. Juli 1999  | 29. Jan. 2001  | KKE    | GUE/NGL  | Nachrücker: Ioannis Patakis        |
|      | Antonios Trakatellis       | 20. Juli 1999  | 19. Juli 2004  | ND     | EVP-ED   |                                    |
|      | Dimitris Tsatsos           | 20. Juli 1999  | 19. Juli 2004  | PASOK  | SPE      |                                    |
|      | Stavros Xarchakos          | 4. Sep. 2000   | 19. Juli 2004  | ND     | EVP-ED   | Nachgerückt für Marietta Giannakou |
|      | Christos Zacharakis        | 20. Juli 1999  | 19. Juli 2004  | ND     | EVP-ED   |                                    |
|      | Myrsini Zorba              | 13. April 2000 | 19. Juli 2004  | PASOK  | SPE      | Nachgerückt für Petros Efthymiou   |